# 掖庭宫

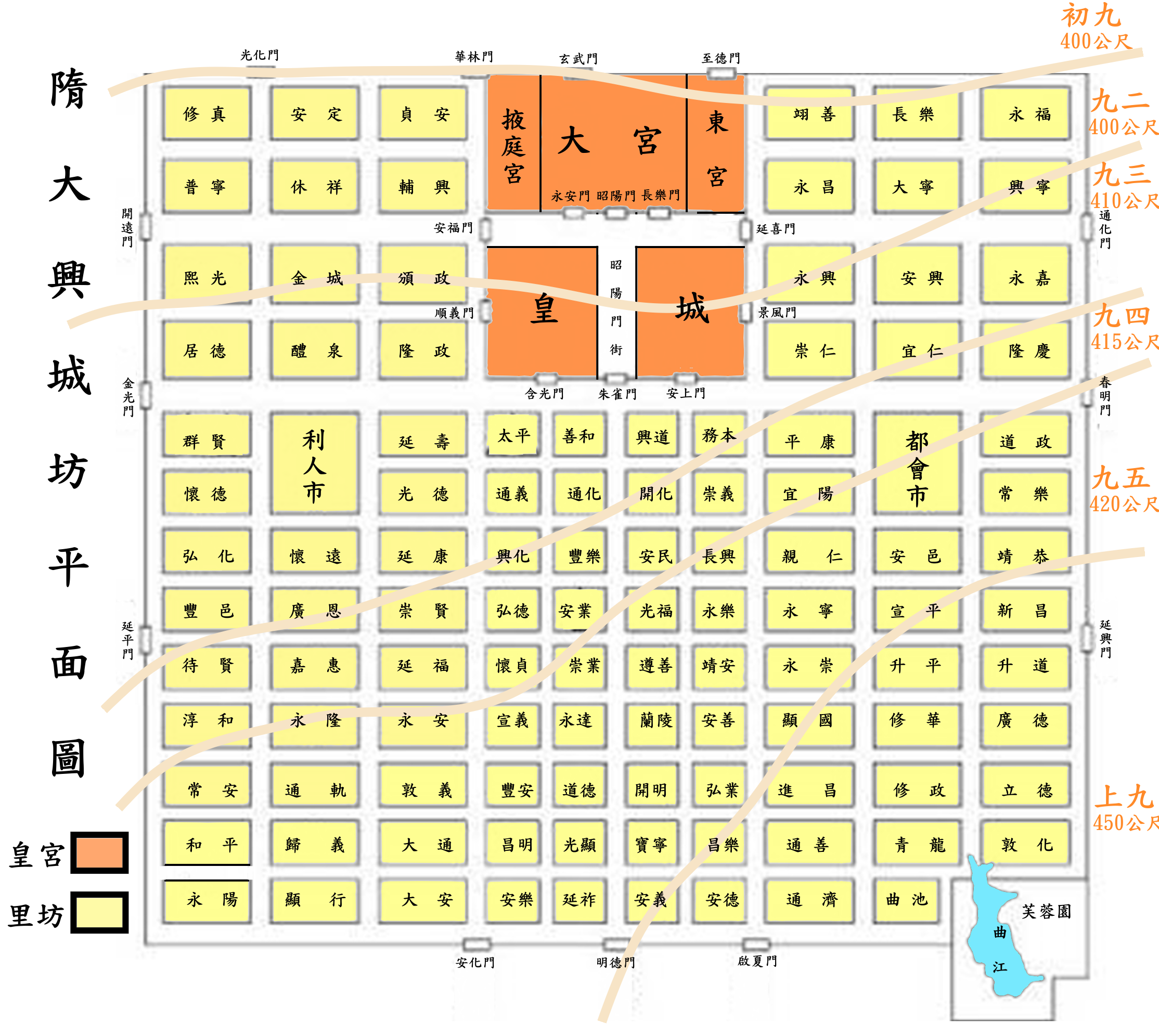
唐长安城平面图

掖庭宫，是唐长安城宫城中的宫殿群，在太极宫的西面。名称是沿袭自汉朝的掖庭。
通常是宫人和因罪没入宫庭的妇人所在，她们在此为宫庭提供劳役，其中有为宫庭服务的表演者。极少数的宫人成为皇族的妾室，史书记录的丈夫为皇帝的有以下四人，上官婉儿、惠庄太子母柳氏、章敬皇后、孝明太皇太后。但没有妃嫔居于掖庭宫的案例。

## 管理
设有掖庭局，属内侍省。长官为掖庭令，两人，从七品下。掖庭丞三人，从八品下。宫教博士二人，从九品下，教授宫人书算众艺。另有监作四人，从九品下，令史四人，计史二人，书令史八人（或四人），书吏八人，典事十人，掌固四人。